# Bolojivka, Șumsk
Bolojivka (în ucraineană Боложівка) este o comună în raionul Șumsk, regiunea Ternopil, Ucraina, formată numai din satul de reședință.

## Demografie
Componența lingvistică a comunei Bolojivka
     Ucraineană (99,66%)
     Alte limbi (0,33%)
Conform recensământului din 2001, majoritatea populației comunei Bolojivka era vorbitoare de ucraineană (99,66%), existând în minoritate și vorbitori de alte limbi.